# Головешкины
 Головешкины  — упразднённая в 2018 году деревня в Орловском районе Кировской области России. Входила в состав Орловского сельского поселения.

## География
Деревня находилась на западе центральной части области, в подзоне южной тайги, на расстоянии приблизительно 24 километров (по прямой) к северу от города Орлова, административного центра района.

## Климат
Климат характеризуется как континентальный, умеренно холодный. Среднегодовая температура — 1,5 °C. Средняя температура воздуха самого холодного месяца (января) составляет −14,2 °C (абсолютный минимум — −45 °С); самого тёплого месяца (июля) — 17,8 °C (абсолютный максимум — 37 °С). Безморозный период длится в течение 115—125 дней. Годовое количество атмосферных осадков — 583 мм, из которых около 403 мм выпадает в период с апреля по октябрь. Снежный покров устанавливается в середине ноября и держится 130—140 дней.

## Топоним
В 1710 года — починок Ландюговской, в 1802 г. — Ландюгской, в 1873 году — Ландюжской или Головешкины, в 1905 г. — Мандюжский или Головешкины, в 1926 г. — Головешкины или Ландюковский, в 1950 г. — Головешкины.

## История
Была известна с 1710 года как починок Ландюговской с 1 двором.
С 2006 по 2011 год входила в состав Кузнецовского сельского поселения.
Снята с учёта 21.12.2018.

## Население
| 2010 |
| ---- |
| 0    |

в 1802 году — 19 душ мужского пола, в 1873 году жителей 172, в 1905 г. — 156, в 1926 г. — 124, в 1950 г. — 58, в 1989 — 2 жителя.

### Национальный состав
Согласно результатам переписи 2002 года в деревне проживал один житель русской национальности.

## Инфраструктура
Было личное подсобное хозяйство. В 1873 году 26 дворов, в 1905 г. — 29, в 1926 г. — 28, в 1950 г. — 18.
В 1950-е годы работал колхоз «Победа Октября».

## Транспорт
Просёлочная дорога.